# Samba em Brasília
Samba em Brasília é um filme brasileiro de 1960, uma comédia musical dirigida por Watson Macedo e produzida por Oswaldo Massaini, com música original de Severino Araújo e estrelado por Eliana Macedo.

## Produção
Apesar do título, a história não se passava em Brasília, mas sim no Rio de Janeiro, tendo o título dado apenas para homenagear a nova capital do Brasil inaugurada por Juscelino Kubitschek naquela época. Os números musicais apresentados foram interpretados por Eliana Macedo, Francisco Carlos, Odete Amaral, Aracy Costa, Acadêmicos do Salgueiro e o pianista Bené Nunes, além de Herval Rossano que não era cantor e dublou a voz de Francisco Carlos.

## Sinopse
No Rio de Janeiro, Teresa (Eliana Macedo) é uma bela e sonhadora moradora da favela que vai trabalhar para rico casal Wladimir (Sérgio de Oliveira) e Eugênia (Heloísa Helena) como cozinheira, mesmo sem ter aptidão alguma para isso, criando diversas confusões.
Quando o filho do casal, Ricardo (Geraldo Mayer), se apaixona por Teresa, eles decidem transforma-la em uma dama da alta sociedade com todo refinamento e classe, irritando a venenosa Virgínia (Darcy Coria), apaixonada pelo moço e que cria armadilhas para sabota-la. Para entrar no novo mundo, porém, Teresa precisa deixar para trás tudo que lhe relacione a favela, inclusive seu cargo como porta-bandeira na escola de samba do morro e seu amor do passado, o sambista Valdo (Herval Rossano).

## Elenco
- Eliana Macedo como Teresa Coutinho
- Geraldo Mayer como Ricardo Alves de Castro
- Heloisa Helena como Eugênia Alves de Castro
- Sérgio de Oliveira como Wladimir Alves de Castro
- Herval Rossano como Valdo
- Paulo Celestino como Dagô
- Darcy Coria como Virgínia Valença
- Carmem Montel como Ivete
- Nancy Wanderley como Albertina
- Humberto Catalano como Rodolfo
- Chiquinho Duarte como Gilô
- Georgette Villar como Jurema Coutinho
- Henriqueta Brieba como Clotilde Coutinho
- Zeni Pereira como Dona Maria
- Norma de Andrade como Beatriz Valença
- Valença Filho como Jorge
- Alvarino Pereira como Sr. Matias